# One Foot in the Grave (série télévisée)
Pour les articles homonymes, voir One Foot in the Grave (album).
One Foot in the Grave est une série télévisée britannique en 42 épisodes de 30 minutes créée par David Renwick et diffusée du 4 janvier 1990 au 20 novembre 2000 sur BBC One.
En France, elle a été diffusée dans les années 1990 en version originale sous-titrée, l'été dans Continentales d'été sur FR3.

## Distribution
- Richard Wilson : Victor Meldrew
- Annette Crosbie : Margaret Meldrew (née Pellow)